# Andreas D. Fröhlich
Andreas D. Fröhlich (* 30. November 1946 in Mannheim) ist ein deutscher Professor für Allgemeine Sonderpädagogik. Seine Spezialgebiete sind die Pädagogik bei schwerster Behinderung und die Integration von Pflege und Pädagogik.

## Leben und Wirken
Fröhlich studierte Pädagogik, Philosophie und Sonderpädagogik. Nach seinem Studium arbeitete er viele Jahre mit schwer- und schwerstbehinderten Kindern und Jugendlichen. In dieser Zeit entwickelte er mit seinem Team das Konzept Basale Stimulation. 1986 wurde er in Köln im Fach heilpädagogische Psychologie promoviert. Anschließend hatte er eine Vertretungsprofessur für Körperbehindertenpädagogik in Mainz. 1989 wurde er auf den Lehrstuhl Geistigbehindertenpädagogik in Heidelberg berufen. Danach hatte Fröhlich von 1994 bis 2007 den Lehrstuhl für Allgemeine Sonderpädagogik am Institut für Sonderpädagogik der Universität Koblenz-Landau (Campus Landau) inne.
Durch seine praktischen und theoretischen Arbeiten konnte er zeigen, dass die Annahme einer „unteren Grenze der Lernfähigkeit“ bei Menschen mit schweren kognitiven Beeinträchtigungen wissenschaftlich nicht haltbar ist. Das bislang in fast allen Bundesländern praktizierte „Ruhen der Schulpflicht“ entsprach nicht mehr länger dem Stand der Wissenschaft. Nach und nach wurde das Bildungsrecht dieser Kinder und Jugendlichen anerkannt und gesetzlich umgesetzt.
In Zusammenarbeit mit Christel Bienstein übertrug er diese Einsichten auf bewusstlose Patienten, auf Menschen im Koma und im Wachkoma, sowie auf verwirrte und demente alte Personen. Solange ein Mensch lebt – so die Annahme – ist er zumindest zu minimaler Adaptation fähig, er kann lernen, sich verändern und sich entwickeln. Damit sind im weiteren Sinne pädagogische Aktivitäten sinnvoll, eine lediglich rein pflegerische Versorgung entspricht nicht den Bedürfnissen und Möglichkeiten dieser Menschen. Das von ihm entwickelte Konzept der Basalen Stimulation ist inzwischen regulärer Bestandteil der Pflegeausbildung in Deutschland, in vielen europäischen Ländern wird nach seinen Prinzipien Alten- und Krankenpflege gelehrt und praktiziert.
Fröhlich und sein Team gelten als die „Erfinder“ des sogenannten Bällchenbades (1979). Weitere Spiel- und Anregungsmaterialien für sehr schwer beeinträchtigte Kinder wurden von ihnen entwickelt: „Trockenduschen“, Schaukelsack und Schaukelwanne – alle gehören heute zur Grundausstattung speziell für diese Kinder eingerichteter Räume. Diese Entwicklungen wurden nicht unter einen Marken- oder Gebrauchsmusterschutz gestellt, um auch für Eltern und kleine Einrichtung einen freien Nachbau zu ermöglichen.
Seit 1983 liegt eine Förderdiagnostik für schwerstbehinderte Kinder vor, die er zusammen mit Ursula Haupt entwickelt. Dieses diagnostische Instrument ist seit 2022 in einer von Schäfer, Zentel und Manser überarbeiteten und erweiterten Ausgabe erhältlich.
Als Hochschullehrer vermittelte er seinen Studierenden grundlegende und spezielle pädagogisch-diagnostische und pädagogisch-therapeutische Kompetenzen. Zentral ist seine Forderung nach Anerkennung der sehr spezifischen individuellen Bedürfnisse zusammen mit den allgemeinen  Rechten auf Partizipation am humanitären und kulturellen Erbe.
Fröhlich initiierte die Gründung des Internationalen Fördervereins Basale Stimulation, ebenso die Stiftung leben pur. Bei verschiedenen europäischen NGOs war er Gründungsmitglied. Für den Bundesverband für Körper- und Mehrfachbehinderte Menschen war er viele Jahre als Vorsitzender des Wissenschaftlichen Beirates tätig.
Viele seiner Publikationen wurden in verschiedenen Sprachen übersetzt.

## Ehrungen und Auszeichnungen
Fröhlich wurde mit dem Bundesverdienstkreuz und der Goldenen Ehrennadel des Deutschen Berufsverbandes für Krankenpflege ausgezeichnet. Der Bundesverband für körper- und mehrfachbehinderte Menschen verlieh ihm als ersten die Goldene Ehrennadel, die Elisabeth-Universität Bratislava die goldene Medaille für besondere Verdienste um die Pflegewissenschaft. Er ist Ehrenmitglied des Internationalen Fördervereins für Basale Stimulation. In Krautheim wurde eine Schule für Körperbehinderte nach ihm benannt. 2007 erhielt er die Staatsmedaille des Landes Rheinland-Pfalz für besondere soziale Verdienste. 2015 erhielt er die Ehrendoktorwürde der Universität Witten/Herdecke. 2019 wählte die Schule für Kranke in Unna-Königsborn den Namen Andreas Fröhlich Schule.

## Veröffentlichungen
- Die Mütter schwerstbehinderter Kinder. Edition Schindele, Heidelberg 1986, ISBN 3-89149-128-X.
- Basale Stimulation. Verlag Selbstbestimmtes Leben, Düsseldorf 1991, ISBN 3-910095-11-9.
- mit C. Bienstein: Fördern – Pflegen – Begleiten. Verlag Selbstbestimmtes Leben, Düsseldorf 1997.
- Basale Stimulation. Das Konzept. Verlag Selbstbestimmtes Leben, Düsseldorf 1998, ISBN 3-910095-31-3
- Basale Stimulation, ein Konzept für die Arbeit mit schwer beeinträchtigten Menschen. Düsseldorf 2015, ISBN 978-3-910095-98-4
- Gemeinsamkeiten entdecken. Verlag Selbstbestimmtes Leben, Düsseldorf 2004, ISBN 3-910095-58-5
- Basale Stimulation in der Pflege – das Arbeitsbuch, Verlag Kallmeyer, Seelze-Velber 2006, ISBN 978-3-7800-4003-9
- mit Ernst Begemann und Hartmut Penner: Förderung von schwerstkörperbehinderten Kindern in der Primarstufe. Hase und Koehler, Mainz 1979, ISBN 3-7758-0961-9
- mit Ursula Haupt: Entwicklungsförderung schwerstbehinderter Kinder. Hase und Koehler, Mainz 1982, ISBN 3-7758-1023-4
- mit Ursula Haupt: Integriertes Lernen mit schwerstbehinderten Kindern. Hase und Koehler, Mainz 1983, ISBN 3-7758-1060-9
- mit Ursula Haupt: Förderdiagnostik mit schwerstbehinderten Kindern. Verlag Modernes Lernen, Dortmund 1983, ISBN 3-8080-0062-7
- mit Ursula Haupt: Leitfaden zur Förderdiagnostik mit schwerstbehinderten Kindern. Eine praktische Anleitung zur pädagogisch-therapeutischen Einschätzung. Verlag Modernes Lernen, Dortmund 2004, ISBN 3-8080-0586-6.
- mit Christel Bienstein: Basale Stimulation in der Pflege. Verlag Selbstbestimmtes Leben, Düsseldorf 1991, ISBN 3-910095-10-0
- mit Christel Bienstein: Basale Stimulation in der Pflege – die Grundlagen, Verlag Hogrefe, Bern ISBN 978-3-456-86043-5
- mit Lars Mohr, Matthias Zündel (Hrsg.): Basale Stimulation. Das Handbuch, Verlag Hogrefe, Bern 2019, ISBN 978-3-456-85701-5

(Genannt wird jeweils die Erstauflage.)

## Filme
Das Leben spüren – Basale Stimulation für schwerstbeeinträchtigte Menschen. Ein Film von Dr. Paul Schwarz, TeVau Filmproduktion Mannheim
Nicht irgendwann, sondern jetzt, Andreas Fröhlich, ein Porträt. Ein Film von Heike Knebel, kilian-andersen-verlag Lübeck, Film auf YouTube (55:21 Min.)